# HEART GEAR
『HEART GEAR』（ハートギア）は、タカキツヨシによる日本の漫画。『少年ジャンプ+』（集英社）にて2019年4月3日から2024年6月26日にかけて連載された。
第三次世界大戦によって人類が壊滅した後の世界で、数少ない人間の少女ルゥと「ギア」と呼ばれるロボットたちを描いた作品。フランスで人気があり、現地での初版は日本の3倍以上に上った。
2020年5月27日よりタカキの体調不良のため休載。2022年8月17日より連載再開。2023年中も再度休載している。

## あらすじ
第三次世界大戦により、人類が一掃されてから200年後の世界。唯一の人間として生きる少女ルゥと、彼女の保護者として穏やかに生きていたゼットのもとに、謎のギアであるクロムが加わる。ゼットが狂機（インセイン）によって破壊されたことを受け、ゼットを蘇生させるためにルゥはクロムと共に旅に出ることを決意する。

## 登場人物
ルゥ
本作の主人公。地上でただ一人の人間の少女。父親的存在だったギアのゼットを復活させるためにクロムと共に旅に出た。BLACK TORCHのロゴが入ったジャンパーを身につけ、人間だとバレないようにするカチューシャ型の“ジャマー”を身に付けている。
クロム
戦闘用の第5世代型試験用ギア。ルゥに偶然見つけ出され、「ルゥを守る」ことを新たなる基底プログラムに設定した。あらゆる物質の燃料変換が可能であり、自己修復機能も兼ね備えている。
ゼット
学術研究用のギア。ルゥを育てた父親的存在。狂機（インセイン）に破壊され、コアユニットのみ残る。
マリー
給餌用のギア。「人間への奉仕」が基底プログラムのため、ルゥに会うのを何よりも楽しみにしていた。狂機（インセイン）のこともあり、脚部を戦闘ユニットに換装している。
アイザック
研究用のギア。マリーの主人。ルゥからは「先生」と呼ばれる。
キッド
エンジニアギア。ロケットを飛ばす実験をしている。ルゥに“ジャマー”をプレゼントした。
ヴォーダン
ギアたちの闘技場・ヴァルハラに将軍として君臨するギア。
ヒルド
ヴァルハラの戦いを阻止するためにやってきた指揮官型（コマンダークラス）ギア。
六号機
指揮に従わず自分の意志で行動するカメラギア。通称ロック。

## 書誌情報
- タカキツヨシ 『HEART GEAR』 集英社〈ジャンプコミックス〉、全7巻
  1. 2019年7月4日発売[6]、ISBN 978-4-08-882036-1
  2. 2019年11月1日発売[7]、ISBN 978-4-08-882123-8
  3. 2020年3月4日発売[8]、ISBN 978-4-08-882208-2
  4. 2022年8月4日発売[9]、ISBN 978-4-08-882256-3
  5. 2024年4月4日発売[10]、ISBN 978-4-08-883317-0
  6. 2024年6月4日発売[11]、ISBN 978-4-08-884052-9
  7. 2024年8月2日発売[12]、ISBN 978-4-08-884152-6